# IPhone 6

iPhone 6 și iPhone 6 Plus sunt două tipuri de telefoane inteligente (în engleză smartphone) cu ecran tactil (în engleză touchscreen) din seria iPhone dezvoltate de compania americană Apple. Produsele au fost prezentate public pe data de 9 septembrie 2014. Dispozitivele sunt, în comparație cu predecesoarele lor sensibil mai mari ca dimensiune, având o mărime a ecranului de 4,7 țoli (inch), adică 11,94 cm respectiv, varianta Plus de 5,5 țoli, ultimul cu rezoluție full HD. Telefoanele funcționează cu sistemul de operare iOS 8. Începând cu data de 19 septembrie ambele variante sunt disponibile la capacități de memorie de 16, 64 respectiv 128 GB.
iPhone 6 și iPhone 6 Plus sunt primele telefoane inteligente ale Apple care funcționează cu primul sistem de plăți mobile al celor din Cupertino, Apple Pay. Tehnologia NFC este utilizată pentru a permite plata securizată la terminalele POS, sistemul fiind deocamdată disponibil numai în SUA.